# Paus Cajus
Cajus of Gajus (Dalmatië, geboortedatum onbekend - Rome, 22 april 296) was de 28ste paus van de Rooms-Katholieke Kerk van 17 december 283 tot 22 april 296. Minder frequent wordt zijn pontificaat gesitueerd tussen 282 en 295.
Over hem is niets met zekerheid bekend. Hij zou uit Dalmatië stammen. Volgens een passieverhaal uit de 6e eeuw zou Cajus verwant zijn met de heilige Susanna van Rome. De vader van Susanna, de heilige Gabinus van Rome, zou een broer zijn geweest van paus Cajus. In werkelijkheid is deze vertelling gebaseerd op een verwisseling van paus Cajus met de kerkstichter Cajus, die de kerk van de heilige Susanna in Rome liet bouwen.
Zijn graf, met het oorspronkelijke grafschrift, werd ontdekt in de Catacombe van Sint-Calixtus. Daarin bevond zich ook zijn zegelring.
Zijn gedenkdag is op 22 april, samen met paus Soter. De orthodoxe kerk gedenkt hem op 11 augustus. Hij wordt doorgaans afgebeeld met de pauselijke tiara en samen met de heilige Nereus. Vooral in Dalmatië en Venetië wordt hij vereerd.
Cursief: tegenpaus